# Mysella cretacea
Mysella cretacea is een tweekleppigensoort uit de familie van de Lasaeidae. De wetenschappelijke naam van de soort is voor het eerst geldig gepubliceerd in 1956 door Laseron.